# Crazy World Tour Live...Berlin 1991
Crazy World Tour Live...Berlin 1991 es el cuarto álbum en video de la banda alemana de hard rock y heavy metal Scorpions, publicado en 1991 por PolyGram Video. Su grabación se llevó a cabo en los conciertos en vivo dados en los días 5 y 6 de diciembre de 1990 en el recinto Deutschlandhalle de Berlín (Alemania), en el marco de la gira promocional del álbum Crazy World (1990). Sin embargo, para las canciones «Tease Me Please Me», «Don't Believe Her», «Send Me an Angel» y «Wind of Change» se incluyó sus respectivos videoclips y no las versiones en vivo. En el 2002, parte del concierto fue remasterizado para el DVD A Savage Crazy World.

## Lista de canciones
| N.º | Título                           | Escritor(es)                                   | Duración |  |
| 1.  | «Bad Boys Running Wild»          | Schenker, Meine                                |          |  |
| 2.  | «Hit Between the Eyes»           | Schenker, Meine, Herman Rarebell, Jim Vallance |          |  |
| 3.  | «Tease Me Please Me» (videoclip) | Schenker, Meine, Vallance, Matthias Jabs       |          |  |
| 4.  | «I Can't Explain»                | Pete Townshend                                 |          |  |
| 5.  | «The Zoo»                        | Schenker, Meine                                |          |  |
| 6.  | «Don't Believe Her» (videoclip)  | Schenker, Meine, Rarebell, Vallance            |          |  |
| 7.  | «Rhythm of Love»                 | Schenker, Meine                                |          |  |
| 8.  | «Crazy World»                    | Schenker, Meine, Rarebell, Vallance            |          |  |
| 9.  | «Can't Live Without You»         | Schenker, Meine                                |          |  |
| 10. | «Blackout»                       | Schenker, Meine, Rarebell, Sonja Kittelsen     |          |  |
| 11. | «Dynamite»                       | Schenker, Meine, Rarebell                      |          |  |
| 12. | «Lust or Love»                   | Meine, Rarebell, Vallance                      |          |  |
| 13. | «Send Me an Angel» (videoclip)   | Schenker, Meine                                |          |  |
| 14. | «Big City Nights»                | Schenker, Meine                                |          |  |
| 15. | «Rock You Like a Hurricane»      | Schenker, Meine, Rarebell                      |          |  |
| 16. | «Wind of Change» (videoclip)     | Schenker, Meine                                |          |  |

## Créditos
| - Klaus Meine: voz - Rudolf Schenker: guitarra rítmica y coros - Matthias Jabs: guitarra líder, talk box y coros - Francis Buchholz: bajo y coros - Herman Rarebell: batería | - Dana Marshall: producción - Scott McGhee: productor ejecutivo - Scott Townsend: diseño gráfico - Ross Halfin: fotografía |

Fuente: Contraportada de Crazy World Your Live...Berlin 1991.